# ريسنغ ستار جيمز
ريسنغ ستار جيمز (بالإنجليزية: Rising Star Games)‏ ، هي شركة بريطانية لتطوير وصناعة ألعاب فيديو، اسست سنة 2004م، بدأت العمل في المملكة المتحدة، ومن ثم بعدها افتتح فرعا رئيسيا في ولاية كاليفورنيا الأمريكية.

## وصلات خارجية
- الموقع الرسمي
- Official blog